# Tour de France 2004/15. Etappe
Die fünfzehnte Etappe der Tour de France 2004 war nach dem Ruhetag am Montag die erste Alpenetappe. Die Route führte über 180,5 Kilometer und sieben Berge, darunter dreimal zweiter und einmal erster Kategorie, von Valréas nach Villard-de-Lans. Wie immer gab es auch zwei Sprintwertungen, diesmal bei Kilometer 34 und Kilometer 115.
Nach dem Start verlief das Rennen zunächst sehr ruhig, bis schließlich Janek Tombak attackierte. Tombak folgten Garcia Acosta, da Cruz, Martin, sowie der Träger des Gepunkteten Trikots Richard Virenque. Michael Rasmussen, Paolo Bettini und Axel Merckx schlossen zu Virenque auf, von dessen Spitzengruppe viele Fahrer zurückfielen. Kurz vor der Bergwertung attackierte Axel Merckx aus der Spitzengruppe und holte sich die Bergpunkte. Richard Virenque ging leer aus. Mit der Zeit vergrößerte sich die Spitzengruppe auf neun Fahrer: Botero, Gutiérrez, Gonzalez, Karpets, Moncoutié, Serrano, Goubert, Robin und Merckx. Der Bestplatzierte aus der Spitzengruppe war Goubert aus dem AG2R-Team mit einem Rückstand von 12:44 Minuten auf Thomas Voeckler.
Unterdessen machte das Rabobank-Team aus den Niederlanden im Feld das Tempo. Jedoch festigte sich der Vorsprung der Spitzengruppe bei einer dreiviertel Minute. Bei der zweiten Bergwertung teilte sich das Feld in zwei Teile. Im ersten Teil befanden sich die Favoriten, im zweiten Teil das Gelbe Trikot Thomas Voeckler, der jedoch später wieder an die erste Gruppe Anschluss finden konnte.
Im ersten Feld häuften sich nach der zweiten Bergwertung die Attacken, auch durch den immer kleiner werdenden Abstand der Spitzengruppe zum Feld begünstigt. Nachdem die Spitzengruppe vom Hauptfeld eingefangen wurde, kam es sofort wieder zu Konterattacken durch Fofonov, Fédrigo und Merckx, denen weitere Fahrer folgten, darunter der Deutsche Jens Voigt.
Währenddessen vergrößerte sich der Abstand des zweiten Feldes zum ersten auf über 1:40 Minuten.
Auf dem Anstieg zum dritten Berg bildete sich eine feste Spitzengruppe mit Voigt, Rasmussen, Virenque, Brochard und Gonzalez. Dahinter fuhr eine weitere Gruppe mit den Fahrern Gonzalez, García Acosta, O’Grady, Fofonov, Vandevelde und Charteau. 7 Sekunden dahinter lagen Thor Hushovd und Laurent Dufaux. 40 Sekunden hinter diesen Fahrern lag dann noch Sunderland. Auf der dritten Bergwertung lag der Vorsprung des Spitzenquintetts bei 3:10 Minuten.
Kurz vor der Bergwertung konnten O’Grady, García Acosta und Vandevelde zur Spitze aufschließen. Auf der Abfahrt vom Col des Limouches gab es eine Attacke von Stuart O’Grady, der sich bei der Sprintwertung die Punkte sichern wollte. Verfolgt wurde O’Grady von Thor Hushovd, der nach ihm den zweiten Platz bei der Sprintwertung belegte. Die zurückgebliebenen Ausreißer hatten sich in der Zwischenzeit zusammengefunden und konnten O’Grady und Hushovd stellen.
Während des Anstieges zum Col de l’Echarasson attackierte Jan Ullrich und konnte sich von Lance Armstrong, Ivan Basso und Andreas Klöden absetzen und holte einige Spitzenreiter ein. Der Vorsprung vergrößerte sich auf 55 Sekunden. Unterdessen musste sich der Spitzenreiter Jens Voigt zu seinem Kapitain Ivan Basso zurückfallen lassen, um für ihn Tempo zu machen. Ullrich wurde schließlich von der Gruppe um Armstrong wieder eingeholt, jedoch waren seine direkten Konkurrenten durch das hohe Tempo distanziert.
Auf dem Anstieg verringerte sich der Vorsprung von Virenque und Rasmussen an der Spitze gegenüber der Gruppe der Favoriten deutlich. Kurz vor der Bergwertung übernahm Levi Leipheimer die Position von Mickael Rasmussen, der zurückfiel. Leipheimer konnte sich daraufhin von Virenque lösen, jedoch fielen beide gleich darauf zurück in die Gruppe der Favoriten.
Die Gruppe um Thomas Voeckler hatte einen Rückstand auf die Führenden von neun Minuten. Damit ging das Gelbe Trikot auf Lance Armstrong über. Das Gepunktete Trikot blieb bei Richard Virenque. Das Grüne Trikot wurde ebenfalls von Robbie McEwen erfolgreich verteidigt.
Den Etappensieg sicherte sich Lance Armstrong im Sprint vor Ivan Basso. Dritter wurde Jan Ullrich vor Andreas Klöden.

## Zwischensprints

### Zwischensprint 1 inPuy-Saint-Martin(34 km)
| Erster  | Jean-Cyril Robin, 6 P. und 6 s |
| Zweiter | Marcos Serrano, 4 P. und 4 s   |
| Dritter | David Moncoutié, 2 P. und 2 s  |

### Zwischensprint 2 inSaint-Jean-en-Royans(115 km)
| Erster  | Stuart O’Grady, 6 P. und 6 s   |
| Zweiter | Thor Hushovd, 4 P. und 4 s     |
| Dritter | Laurant Brochard, 2 P. und 2 s |

## Bergpreise

### Bergpreis 1
| Côte d'Aleyrac, Kategorie 3 |                           |
| Erster                      | Axel Merckx, 4 Punkte     |
| Zweiter                     | Aitor González, 3 Punkte  |
| Dritter                     | Marcos Serrano, 2 Punkte  |
| Vierter                     | Jean-Cyril Robin, 1 Punkt |

### Bergpreis 2
| Côte de Puy-Saint-Martin, Kategorie 3 |                           |
| Erster                                | Axel Merckx, 4 Punkte     |
| Zweiter                               | Santiago Botero, 3 Punkte |
| Dritter                               | José Gutiérrez, 2 Punkte  |
| Vierter                               | Vladimir Karpets, 1 Punkt |

### Bergpreis 3
| Col des Limouches, Kategorie 2 |                             |
| Erster                         | Richard Virenque, 10 Punkte |
| Zweiter                        | Laurant Brochard, 9 Punkte  |
| Dritter                        | Santos González, 8 Punkte   |
| Vierter                        | Michael Rasmussen, 7 Punkte |
| Fünfter                        | Jens Voigt, 6 Punkte        |
| Sechster                       | Anthony Charteau, 5 Punkte  |

### Bergpreis 4
| Col de l'Echarasson, Kategorie 1 |                                  |
| Erster                           | Richard Virenque, 15 Punkte      |
| Zweiter                          | Mickael Rasmussen, 13 Punkte     |
| Dritter                          | Laurant Brochard, 11 Punkte      |
| Vierter                          | Jens Voigt, 9 Punkte             |
| Fünfter                          | Christian Vandevelde, 8 Punkte   |
| Sechster                         | Jan Ullrich, 7 Punkte            |
| Siebter                          | Santos González, 6 Punkte        |
| Achter                           | Vincente Garcia Acosta, 5 Punkte |

### Bergpreis 5
| Col de Carri, Kategorie 3 |                             |
| Erster                    | Richard Virenque, 4 Punkte  |
| Zweiter                   | Mickael Rasmussen, 3 Punkte |
| Dritter                   | Jan Ullrich, 2 Punkte       |
| Vierter                   | Santos González, 1 Punkt    |

### Bergpreis 6
| Col de Chalimont, Kategorie 2 |                             |
| Erster                        | Richard Virenque, 10 Punkte |
| Zweiter                       | José Azevdo, 9 Punkte       |
| Dritter                       | Carlos Sastre, 8 Punkte     |
| Vierter                       | Ivan Basso, 7 Punkte        |
| Fünfter                       | Lance Armstrong, 6 Punkte   |
| Sechster                      | Jan Ullrich, 5 Punkte       |

### Bergpreis 7
| Villard-de-Lans Côte 2000, Kategorie 2 |                             |
| Erster                                 | Lance Armstrong, 20 Punkte  |
| Zweiter                                | Ivan Basso, 18 Punkte       |
| Dritter                                | Jan Ullrich, 16 Punkte      |
| Vierter                                | Andreas Klöden, 14 Punkte   |
| Fünfter                                | Levi Leipheimer, 12 Punkte  |
| Sechster                               | Richard Virenque, 10 Punkte |